# Brevipalpus tinsukiaensis
Brevipalpus tinsukiaensis är en spindeldjursart som beskrevs av Sadana och Gupta 1983. Brevipalpus tinsukiaensis ingår i släktet Brevipalpus och familjen Tenuipalpidae. Inga underarter finns listade.